# Su Qian
Su Qian (* 4. November 1988) ist eine ehemalige chinesische Leichtathletin, die im Mittel- und Langstreckenlauf an den Start geht.

## Sportliche Laufbahn
Erste internationale Erfahrungen sammelte Su Qian im Jahr 2006, als sie bei den Juniorenasienmeisterschaften in Macau in 17:48,53 min den vierten Platz im 5000-Meter-Lauf belegte. 2009 wurde sie nach 1:14:43 h Zweite beim Xiamen-Halbmarathon und im Jahr darauf startete sie im 1500-Meter-Lauf bei den Asienspielen in Guangzhou und klassierte sich dort mit 4:11,76 min auf dem vierten Platz. 2013 bestritt sie bei den Nationalen Spielen in Shenyang ihren letzten offiziellen Wettkampf und beendete daraufhin ihre aktive sportliche Karriere im Alter von 24 Jahren.
2010 wurde Su chinesische Meisterin im 1500-Meter-Lauf.

## Persönliche Bestzeiten
- 1500 Meter: 4:11,76 min, 23. November 2010 in Guangzhou
  - 1500 Meter (Halle): 4:20,58 min, 15. März 2009 in Nanjing
- 5000 Meter: 15:45,87 min, 21. Oktober 2009 in Jinan
- Halbmarathon: 1:14:43 h, 3. Januar 2009 in Xiamen